# Klement Grinberg
Klement Grinberg, povremeno poznat pod pseudonimom K. Hardeš, (16. januara 1909. – 7. maja 1994) bio je američki esejista najpoznatiji kao uticajni likovni kritičar usko vezan uz američku modernu umetnost sredine 20. veka. Pamti ga se i po promoviranju pokreta apstraktnog ekspresionizma, a bio je među prvim objavljenim kritičarima koji je hvalio rad slikara Džeksona Poloka.

## Detinjstvo i mladost
Klement Grinberg je rođen u okrugu Bronks, Njujork Siti, 1909. godine. Roditelji su mu bili židovski imigranti iz srednje klase, a on je bio najstariji od njihovih troje sinova. Grinberg je od detinjstva do rane mladosti kompulzivno crtao, a zatim se koncentrirao na književnost. Pohađao je školu za dečake Markvand, srednju školu Erasmus Hol, a zatim Univerzitet u Sirakjusu gde je diplomirao 1930. godine cum laude.
Nakon studija, tečan u jidišu od detinjstva kao u engleskom, Grinberg uz francuski i latinski samostalno uči italijanski i nemački. Tokom idućih par godina putuje po Sjedinjenim Državama radeći za svog oca, ali ga taj posao ne zadovoljava, te se okreće prevodilačkom poslu. Ženi se 1934. godine, sin mu se rađa iduće godine, a godinu kasnije se razvodi. Kasnije radi razne poslove u javnoj i carinskoj upravi. Upravo tada počinje se ozbiljno baviti pisanjem i uskoro počinje da objavljuje svoje radove u par malih magazina i literarnih žurnala.

## Avangarda i kič
Iako se u prvim objavljenim esejima uglavnom bavi književnošću i teatrom, umetnost Grinberga još snažno privlači te se 1939. godine najednom prepoznaje kao kritičar vizualne umetnosti zahvaljujući svom najpoznatijem i često citiranom eseju „Avangarda i kič” koji je prvi put objavljen u žurnalu Partizanski pregled. U ovome radu pod očitim uticajem marksizma Grinberg tvrdi kako je prava avangardna umetnost produkat prosvetiteljske revolucije kritičkog razmišljanja i da se ona kao takva odbija i odupire degradaciji kulture u matici kapitalističkih i komunističkih društava, priznajući pritom paradoks da umetnik u isto vreme zavisi od tržišta ili države, i ostaje uz njih neumoljivo privezan „pupčanom vrpcom zlata”. Kič je s druge strane produkt industrijalizacije i urbanizacije radničke klase, materija stvorena za konzumaciju od strane radničke klase: populacije koja je gladna za kulturom, ali bez resursa i bez obrazovanja potrebnog da bi uživala najnoviju avangardnu kulturu.
Grinberg piše: „Kič, koristeći kao sirovi materijal srozane i akademizirane simulatore autentične kulture rado prihvaća i kultivira ovu neosećajnost. On je izvor svoga profita. Kič je mehanički i deluje prema formulama. Kič su indirektno iskustvo i lažni utisci. Kič se menja prema stilu, ali ostaje uvek isti. Kič je srž svega što je u životu našeg vremena izrađeno. Kič se pretvara da ne zahteva ništa od svojih kupaca osim njihovog novca - čak ni njihovo vreme.”
Za Grinberga je avangardna umetnost previše „nevina” da bi bila efektivno uptrebljena kao propaganda nekoga cilja, dok je kič idealan za uzburkavanje lažnih osećaja.
Grinberg je prisvojio nemačku reč „kič” da bi opisao ovu nižu, veštački stvorenu mešovitu formu „kulture”, iako su se od onda njene konotacije počele upotrebljavati i kao pohvalno prihvaćanje nostalgične materijalne kulture kapitalističkih i komunističkih društava. „Avangarda i kič” jasno je politički motiviran esej, koji je delom odgovor na uništavanje i represiju nad modernom umetnošću u nacističkoj Nemačkoj i Sovjetskom Savezu, i predstavlja odricanje od rastućeg totalitarizma u Evropi i retrogresije fašizma.

## Istorija umetnosti i apstraktni ekspresionizam
Grinberg je napisao nekoliko suštinskih eseja koji su definisali njegove poglede na istoriju umetnosti u 20. veku.
Godine 1940, Grinberg se pridružio Partizanskoj reviji kao urednik. On je postao umetnički kritičar za magazin the Nation on 1942. Bio je pomoćni urednik časopisa Commentary od 1945. do 1957. godine..
U decembru 1950, on se pridružio Američkom komitetu za kulturnu slobodu koji je finansirala vlada. Grinberg je verovao da modernizam daje kritički komentar iskustva. Stalno se menjao da bi se prilagodio kič pseudokulturi, koja se i sama stalno razvijala. U godinama nakon Drugog svetskog rata, Grinberg je zastupao stav da se najbolji avangardni umetnici pojavljuju u Americi, a ne u Evropi. Konkretno, predstavljao je Džeksona Poloka kao najvećeg slikara svoje generacije, obeležavajući umetnikova „sveukupna” gestikularna platna. U eseju „Slika američkog tipa“ iz 1955. Grinberg je promovisao rad apstraktnih ekspresionista, među kojima su Džekson Polok, Vilem de Kuning, Hans Hofman, Barnet Njuman i Kliford Stil, kao sledeću fazu modernističke umetnosti, tvrdeći da su se ovi slikari kretali ka većem naglašavanju 'ravnoće' ravni slike.
Grinberg je pomogao da se artikuliše koncept medijumske specifičnosti. Pretpostavilo se da postoje inherentni kvaliteti specifični za svaki različiti umetnički medij, a deo modernističkog projekta uključivao je stvaranje umetničkih dela koja su sve više i više posvećena svom određenom mediju. U slučaju slikarstva, dvodimenzionalna realnost njihovog medija dovela je do sve većeg naglašavanja ravnosti, za razliku od iluzije dubine koja se uobičajeno nalazi u slikarstvu od renesanse i pronalaska slikovne perspektive.
Po Grinbergovom mišljenju, posle Drugog svetskog rata Sjedinjene Države su postale čuvar „napredne umetnosti“. Pohvalio je slične pokrete u inostranstvu i, nakon uspeha izložbe Slikari jedanaest 1956. sa Američkim apstraktnim umetnicima u njujorškoj Riversajd galeriji, otputovao je u Toronto da vidi radove grupe 1957. Bio je posebno impresioniran potencijalom slikara Vilijama Ronalda i Džeka Buša, a kasnije je razvio blisko prijateljstvo sa Bušom. Grinberg je Bušov rad nakon Slikara jedanaest video kao jasnu manifestaciju pomeranja od apstraktnog ekspresionizma ka slikarstvu polja boja i lirskoj apstrakciji, promene na koju je pozivao u većini svojih kritičkih spisa iz tog perioda.
Grinberg je izrazio pomešana osećanja o pop umetnosti. S jedne strane, on je tvrdio da pop umetnost ima tendenciju ka „otvorenosti i jasnoći nasuprot turgidnosti druge generacije apstraktnog ekspresionizma“. Ali sa druge strane Grinberg je tvrdio da pop art nije „zaista izazivao ukus dalje od površnog nivoa.“
Tokom 1960-ih Grinberg je ostao uticajna figura na mlađu generaciju kritičara uključujući Majkla Frida i Rozalin E. Kraus. Grinbergov antagonizam prema „postmodernističkim“ teorijama i društveno angažovanim pokretima u umetnosti doveo je do toga da postane meta kritičara koji su ga, i umetnost kojoj se divio, označili kao „staromodnim“.
Godine 1968, Grinberg je održao inauguralno Džon Pauer memorijalno predavanje na Pauer institutu finih umetnosti na Univerzitetu u Sidneju, Australija.
Tom Volf je u svojoj knjizi The Painted Word kritikovao Grinberga zajedno sa Haroldom Rozenbergom i Leom Stajnbergom, koje je nazvao kraljevima „kultureberga”. Volf je tvrdio da ova tri kritičara dominiraju svetom umetnosti sa svojim teorijama i da, za razliku od sveta književnosti u kome svako može da kupi knjigu, svet umetnosti kontroliše izolovani krug bogatih kolekcionara, muzeja i kritičara sa prekomernim uticajem.

## Postslikarska apstrakcija
Na kraju, Grinberg je bio zabrinut da je apstraktni ekspresionizam „sveden na skup manira” i sve više je tražio novi skup umetnika koji su napustili elemente kao što su tematika, veza sa umetnikom i definitivni potezi četkice. Grinberg je sugerisao da je ovaj proces dostigao nivo „čistoće“ (reč koju je koristio samo u citatima za zastrašivanje) koji bi otkrio istinitost slike i dvodimenzionalne aspekte prostora (ravnost). Grinberg je skovao termin postslikarska apstrakcija da ne bi dolazilo do konfuzije sa apstraktnim ekspresionizmom, ili slikarskom apstrakcijom, kako je to Grinberg radije nazvao. Postslikarska apstrakcija je bio termin koji je dat za bezbroj dela apstraktne umetnosti koja je reagovala protiv gestikularne apstrakcije druge generacije apstraktnih ekspresionista. Među dominantnim trendovima u postslikarskoj apstrakciji su slikari tvrdih ivica kao što su Elsvort Keli i Frank Stela koji su istraživali odnose između čvrsto postavljenih oblika i ivica, u Stelinom slučaju, između oblika prikazanih na površini i doslovnog oblika oslonca. Tu su i slikari polja boja kao što su Helen Frankentaler i Moris Luis, koji su prvo bojili magnom, a zatim akrilnim bojama na neprajmiranom platnu, istražujući taktilne i optičke aspekte velikih, živih polja čiste, otvorene boje. Razgraničenje između ovih pokreta je slabo, međutim, pošto su umetnici kao što je Kenet Noland koristili aspekte oba pokreta u svojoj umetnosti. Postslikarska apstrakcija se generalno posmatra kao nastavak modernističke dijalektike samokritike.

## Literatura
- Greenberg, Clement. Art and Culture, Beacon Press, 1961
- Greenberg, Clement. Late Writings, edited by Robert C. Morgan, St. Paul: University of Minnesota Press, 2003.
- Clement Greenberg: A Critic's Collection by Bruce Guenther, Karen Wilkin (Editor), Portland: Portland Art Museum, 2001. ( 0-691-09049-1)
- Greenberg, Clement. Homemade Esthetics: Observations on Art and Taste. Oxford University Press, 1999.
- Jones, Caroline A. Eyesight Alone: Clement Greenberg's Modernism and the Bureaucratization of the Senses. University of Chicago Press, 2005. Архивирано на веб-сајту  (31. октобар 2020)
- Kuspit, Donald. Clement Greenberg: Art Critic. University of Wisconsin, 1979.
- Marquis, Alice Goldfarb. Art Czar: The Rise and Fall of Clement Greenberg. Boston: MFA Publications, 2006.
- O'Brian, John. Clement Greenberg: The Collected Essays and Criticism. 4 vols. Chicago: University of Chicago Press, 1986 and 1993.
- Rubenfeld, Florence. Clement Greenberg: A Life. Scribner, 1997.
- Tekiner, Deniz. "Formalist Art Criticism and the Politics of Meaning." Архивирано на веб-сајту  (3. фебруар 2011) Social Justice, Issue on Art, Power, and Social Change, 33:2 (2006).
- Anatoly Rykov. Clement Greenberg and American theory of contemporary art in the 1960s" in Art History, Journal of the Russian Institute of Art History. 2007, no. 1-2, pp. 538–563.

## Spoljašnje veze
- - tekstovi Clementa Greenberga na engleskom jeziku Архивирано на веб-сајту  (14. јун 2014)}-